# 吸附式制冷
吸附式制冷（Adsorption refrigeration），也称吸附式制冷系统或固體吸附制冷系统，是麥可·法拉第在1821年發明的制冷系统 。吸附式制冷類似吸收式制冷。其中的差異是吸附式制冷的吸附器（adsorber），會吸附制冷剂蒸氣到固體的表面，而吸收式制冷的吸收器（absorber）會將制冷剂蒸氣吸收，溶解在液體中。吸附式制冷中也會包括另一個過程，利用加熱的方式釋放固體中的制冷剂。
吸附式制冷的吸附質／制冷剂對（adsorbate/refrigerant pair）特性在其系統性能上相當的重要。典型的吸附式制冷的系統性能指標是性能係數（COP）以及其單位冷媒製冷能力（specific cooling power）。
吸附式制冷常用的制冷剂有氨、水或甲醇等，在蒸氣態和液態之間相變，就像蒸氣壓縮製冷一樣，吸附質是固體，常用的有矽氧樹脂、活性炭、沸石。例如已有人設計用活性炭為吸附質，以氨為制冷剂的吸附式制冷。 
吸附式制冷在近三十年有廣泛的研究，原因是吸附式制冷沒有噪音、無腐蝕性，也對環境友善。吸附式制冷的熱源有：化石燃料、生物燃料、废热、太陽熱能等。吸附式制冷系統已有產品，主要是用废热來產生冷水。氣體吸附的熱泵在英國還沒有產品，不過已經引進歐洲，可以提供低溫的室內供暖。

## 延伸閱讀
- 张鹏，《什么是吸附式制冷》（页面存档备份，存于），2009年3月16日更新。（中文）
- 王如竹．吸附式制冷[M]．北京：中国书籍出版社，2002年：149-153．